# Mycosphaerella cruciferarum
Mycosphaerella cruciferarum är en svampart som först beskrevs av Elias Fries, och fick sitt nu gällande namn av Gustav Lindau 1897. Mycosphaerella cruciferarum ingår i släktet Mycosphaerella och familjen Mycosphaerellaceae.  Arten är reproducerande i Sverige. Inga underarter finns listade i Catalogue of Life.